# Telmisartan
Telmisartan – organiczny związek chemiczny, którego szkielet składa się z dwóch reszt benzimidazolowych i jednej bifenylowej. Jest swoistym, wybiórczym antagonistą receptora angiotensyny II. Stosuje się go jako lek działający na układ renina-angiotensyna.

## Preparaty
Telmisartan jest dopuszczony do obrotu w Polsce (stan na wrzesień 2024) w postaci preparatów prostych:
Actelsar, Kinzalmono, Micardis, Polsart, Pritor, Semintra, Telmabax, Telmisartan Actavis, Telmisartan Aurovitas, Telmisartan Bluefish, Telmisartan EGIS, Telmisartan Genoptim, Telmisartan Medical Valley, Telmisartan Orion, Telmisartan Teva Pharma, Telmisartan Viatris, Telmisartanum Teva B.V., Telmix, Telmizek, Tezeo, Tolura, Toptelmi, Zanacodar
a także preparatów złożonych z hydrochlorotiazydem:
Actelsar HCT, Gisartan, Kinzalkomb, MicardisPlus, Polsart Plus, PritorPlus, Telmidon, Telmisartan + HCT Genoptim, Telmisartan HCT EGIS, Telmisartan/hydrochlorothiazide EGIS, Telmisartan/Hydrochlorothiazide Krka, Telmix Plus, Telmizek HCT, Telmycar, Tezeo HCT, Tolucombi, Toptelmi HCT, Zanacodar Combi
z amlodypiną (Telam, Teldipin, Twynsta), z hydrochlorotiazydem i besylanem amlodypiny (Tolutris) oraz z indapamidem (Ylpio).